# 溫思羅普 (密蘇里州)
溫思羅普（英語：Winthrop），又名東艾奇遜（East Atchison），是位於美國密蘇里州布坎南縣的非建制地區。

## 歷史
溫思羅普的郵局於1861年設立，其後於1923年停運。

## 地理
溫思羅普所處的海拔為高於海平面242米（即794英呎），而該地所採用的時區為UTC-6，即北美中部時區（CST）。同時該地設有夏令時間，為UTC-6調快一小時，即UTC-5（CDT）。